# Élections parlementaires zimbabwéennes de 2023
Les élections parlementaires zimbabwéennes de 2023 ont lieu le 23 août 2023, en même temps que l'élection présidentielle, afin de renouveler les membres des deux chambres du Parlement.
L'Union nationale africaine du Zimbabwe - Front patriotique (ZANU-PF) conserve la majorité absolue des sièges.

## Contexte
Depuis l'indépendance du pays en 1980, le parlement est dominé par l'Union nationale africaine du Zimbabwe - Front patriotique (ZANU-PF), qui a toujours disposé d'une solide majorité. Le Zimbabwe n'est généralement pas considéré comme une démocratie ni un État de droit. Human Rights Watch pointe ainsi les violences et intimidations exercées à l'encontre de membres de l'opposition, l'organisation de fraudes électorales à grande échelle, et la corruption « endémique, y compris au plus haut niveau du gouvernement ». Amnesty International constate quant à elle l'importance des atteintes à la liberté d'expression, en particulier chez les journalistes et les défenseurs des droits de l'homme. Le gouvernement procède ainsi de manière arbitraire à des arrestations et mises en détention à l'encontre des opposants.

### Dissensions au sein du MDC et création du CCC
À la mort de Morgan Tsvangirai, Nelson Chamisa devient président par intérim du Mouvement pour le changement démocratique – Tsvangirai en mars 2018. Dans le même temps, Thokozani Khupe est désignée présidente du parti. Pour cette raison, Chamisa participe à la présidentielle de 2018 sous la bannière Alliance du MDC, qu'il enregistre comme parti.
En septembre 2018, le Mouvement pour le changement démocratique et le Parti démocrate populaire fusionnent avec le MDC-A sous la direction de Nelson Chamisa. Ce dernier dépose un recours pour récupérer les droits sur la marque MDC. En mai 2019, Nelson Chamisa est élu président du parti MDC-Alliance.
En mars 2020, Khupe est reconnue comme présidente légitime du MDC-T et obtient la destitution de députés pourtant élus sous la bannière MDC-A lors des élections parlementaires zimbabwéennes de 2018. Cependant, la justice reconnaît que le MDC-A est un parti. Le 28 décembre 2020, Douglas Mwonzora, ancien bras droit de Chamisa, devient président du parti, la présidente sortante Thokozani Khupe arrivant deuxième. Celle-ci dépose un recours à la Cour suprême mais elle est déboutée.
Nelson Chamisa forme en janvier 2022 la Coalition citoyenne pour le changement après avoir abandonné le nom du parti « MDC Alliance (en) » à Mwonzora, qui annonce présenter des candidats sous cette bannière. Le CCC est issu du changement de nom du MDC-A. Le président du parti CCC présente le jaune comme nouvelle couleur et l'index levé comme nouveau symbole. La CCC n'a pas de constitution, un moyen d'éviter d'être lié par sa suprématie telle qu'elle l'était dans MDC. Après avoir formé le parti, la plupart des députés et conseillers de l'Alliance MDC qui ont montré leur allégeance à Chamisa sont rappelés du parlement par Douglas Mwonzora. Ceci, ainsi que certains décès de député, appelle à des élections partielles dans 28 sièges qui ont eu lieu le 26 mars 2022, au cours desquelles le CCC nouvellement formé remporte 19 et le ZANU-PF en remporte 9. Courant 2022, Khupe rejoint le CCC.

## Système électoral
Le Parlement du Zimbabwe est un parlement bicaméral composé d'une chambre basse, l'Assemblée nationale, et d'une chambre haute, le Sénat, dont l'ensemble des membres sont élus simultanément pour cinq ans, principalement au suffrage universel direct.
L'Assemblée nationale est composée de 280 sièges dont 210 à pourvoir au scrutin uninominal majoritaire à un tour dans autant de circonscriptions. Les 70 sièges restants sont pourvus au scrutin proportionnel plurinominal dans dix circonscriptions correspondant aux provinces du pays, à raison de six sièges réservés aux femmes et 1 aux jeunes par provinces, soit un total de 60 sièges réservés aux femmes et 10 aux jeunes. Les électeurs effectuent un seul vote, qui compte pour les deux modes de scrutin.
Au Sénat, 80 sièges sont à pourvoir dont 60 au scrutin proportionnel plurinominal avec listes bloquées dans dix circonscriptions de six sièges correspondant aux provinces. Les listes alternent obligatoirement entre candidats de l'un ou l'autre sexe, avec une femme obligatoirement en tête de liste. Enfin, les 20 sièges restants sont élus au suffrage indirect à raison de deux sièges réservés aux handicapés et 18 sièges aux chefs traditionnels. Les huit assemblées provinciales des chefs élisent ainsi deux chefs chacune, tandis que le président et le président adjoint du Conseil national des chefs sont membres de droit.

## Résultats

### Chambre des députés
|                          |                                                                     |           |       |      |        |               |                 |                 |                 |                 |              |     |
| Partis                   | Partis                                                              | Voix      | %     | +/-  | Sièges | +/-           | Sièges réservés | Sièges réservés | Sièges réservés | Sièges réservés | Total sièges | +/- |
| Partis                   | Partis                                                              | Voix      | %     | +/-  | Sièges | +/-           | F               | +/-             | J               | +/-             | Total sièges | +/- |
|                          | Union nationale africaine du Zimbabwe - Front patriotique (ZANU-PF) | 2 515 607 | 56,18 | 3,83 | 137    | 7             | 33              | 2               | 7               | 7               | 177          | 2   |
|                          | Coalition citoyenne pour le changement (CCC)                        | 1 856 393 | 41,46 | 7,13 | 73     | 9             | 27              | 2               | 3               | 3               | 103          | 15  |
|                          | Autres partis                                                       | 105 386   | 2,35  | –    | 0      | 1             | 0               | en stagnation   | 0               | en stagnation   | 0            | 1   |
|                          |                                                                     |           |       |      |        |               |                 |                 |                 |                 |              |     |
| Suffrages exprimés       | Suffrages exprimés                                                  | 4 477 386 |       |      |        |               |                 |                 |                 |                 |              |     |
| Votes blancs             |                                                                     |           |       |      |        |               |                 |                 |                 |                 |              |     |
| Votes invalides          |                                                                     |           |       |      |        |               |                 |                 |                 |                 |              |     |
| Total                    | Total                                                               |           | 100   | –    | 210    | en stagnation | 60              | en stagnation   | 10              | 10              | 280          | 10  |
| Abstentions              |                                                                     |           |       |      |        |               |                 |                 |                 |                 |              |     |
| Inscrits / participation |                                                                     |           |       |      |        |               |                 |                 |                 |                 |              |     |

### Sénat
|                          |                                                                     |                                   |                                   |        |               |  |  |  |  |
| Partis                   | Partis                                                              | Voix                              | %                                 | Sièges | +/-           |  |  |  |  |
|                          | Union nationale africaine du Zimbabwe - Front patriotique (ZANU-PF) |                                   |                                   | 33     | 1             |  |  |  |  |
|                          | Coalition citoyenne pour le changement (CCC)                        |                                   |                                   | 27     | 1             |  |  |  |  |
|                          | Autres partis                                                       |                                   |                                   | 0      | en stagnation |  |  |  |  |
|                          | Sièges réservés aux handicapés                                      | Sièges réservés aux handicapés    | Sièges réservés aux handicapés    | 2      | en stagnation |  |  |  |  |
|                          | Sièges réservés aux chefs tribaux                                   | Sièges réservés aux chefs tribaux | Sièges réservés aux chefs tribaux | 18     | en stagnation |  |  |  |  |
|                          |                                                                     |                                   |                                   |        |               |  |  |  |  |
| Suffrages exprimés       |                                                                     |                                   |                                   |        |               |  |  |  |  |
| Votes blancs             |                                                                     |                                   |                                   |        |               |  |  |  |  |
| Votes invalides          |                                                                     |                                   |                                   |        |               |  |  |  |  |
| Total                    | Total                                                               |                                   | 100                               | 80     | en stagnation |  |  |  |  |
| Abstentions              |                                                                     |                                   |                                   |        |               |  |  |  |  |
| Inscrits / participation |                                                                     |                                   |                                   |        |               |  |  |  |  |

## Analyse

Parti vainqueur par circonscription à l'assemblée

Répartition des sièges par province au sénat

Qualifiant le scrutin de « non conforme » aux critères démocratiques, les observateurs locaux et internationaux font état de « graves problèmes » ayant entaché la régularité et la transparence du vote. Figurent notamment parmi les irrégularités la radiation de certains électeurs des listes électorales et des procédés d'intimidation à l'entrée des bureaux de vote afin de pousser la population à voter en faveur du parti au pouvoir,,. Dès le lendemain, une quarantaine d'observateurs zimbabwéens sont arrêtés et leur matériel saisi. L'opposition dénonce quant à elle une fraude électorale par entrave au droit de vote, la capitale Harare — l'un des bastions de l'opposition — ayant connu des retards dans l'ouverture des bureaux de vote au point que le vote, qui ne débute que dans la soirée, est prolongé jusqu'au lendemain,.
L'Union nationale africaine du Zimbabwe - Front patriotique (ZANU-PF) au pouvoir conserve la majorité absolue des sièges dès la répartition des seuls sièges au scrutin majoritaire avec 136 sièges sur 210, tandis que son candidat à la présidence, Emmerson Mnangagwa, est réélu dès le premier tour. Dans l'opposition, la Coalition citoyenne pour le changement (CCC) réunit 73 sièges au scrutin majoritaire. Les élections voient se confirmer l'assise rurale de la Zanu-PF, en opposition à la CCC dont les fiefs électoraux se situent dans les grandes villes très urbanisées,,. Le vote est par ailleurs reporté dans la circonscription de Gutu Ouest en raison de la mort d'un candidat peu avant le scrutin. Ancien député de la ZANU-PF devenu dissident avant de candidater en indépendant, Christopher Mutonhori est victime d'un accident de voiture, qualifié d'« assassinat » par ses partisans,.